# Linkkarova
Linkkarova este o arie protejată (arie specială de conservare — SAC, sit de importanță comunitară — SCI) din Suedia întinsă pe o suprafață de 27,4 ha, integral pe uscat.

## Localizare
Centrul sitului Linkkarova este situat la coordonatele 66°48′52″N 22°07′22″E / 66.8145°N 22.1228°E.

## Înființare
Situl Linkkarova a fost declarat sit de importanță comunitară în decembrie 1995 pentru a proteja un număr necunoscut de specii din flora spontană și fauna sălbatică aflate în arealul zonei. Situl a fost protejat și ca arie specială de conservare în martie 2011.

## Biodiversitate
Situată în ecoregiunea boreală, aria protejată conține 1 habitat natural: Taiga vestică.
La baza desemnării sitului se află un număr nedeclarat de specii protejate.